# Regla dels cinquanta moviments
La regla dels cinquanta moviments és una regla recollida a les Lleis dels escacs de la Federació Internacional d'Escacs, que estableix que una partida pot ser taules si cada jugador ha fet els últims 50 moviments consecutius sense que hi hagi hagut cap moviment de peó ni captura de peça.

## Descripció
La regla dels cinquanta moviments estableix que un jugador pot reclamar taules si no s'ha fet cap captura de peces o no s'ha mogut cap peó en els darrers cinquanta moviments (a tal efecte, un "moviment" consisteix en el fet que un jugador completa un torn seguit de l'oponent que completa el seu). L'objectiu d'aquesta regla és evitar que un jugador sense possibilitats de guanyar continuï jugant amb obstinació indefinida o que busqui guanyar cansant l'oponent.
Tots els escac i mat bàsics es poden aconseguir en menys de 50 moviments. No obstant això, al segle XX es va descobrir que certes posicions de final de la partida es poden guanyar, però requereixen més de 50 moviments (sense captura o moviment de peó). Per tant, la regla es va canviar per permetre certes excepcions en les quals es permetien 100 moviments amb combinacions particulars de material. No obstant això, més tard es van descobrir posicions per guanyar que requerien encara més moviments, i el 1992, FIDE va abolir totes aquestes excepcions i va restablir l'estricta regla dels 50 moviments.

## Enunciat de la regla
L'article 9.3 de les Lleis dels Escacs postula:
9.3 La partida és taules, sota una correcta reclamació del jugador que està en joc, si:
a) escriu al seu full i declara a l'àrbitre la seva intenció de realitzar una jugada que donarà lloc que, en els darrers 50 moviments consecutius per cada jugador, no s'hagi mogut cap peó ni s'hagi capturat cap peça,
o bé
b) Els darrers 50 moviments han estat fets per cada jugador sense moure cap peó ni capturar peça.

## Història
La Regla esmentada ha estat actualitzada quant a nombre de moviments amb el pas del temps a causa de jugades descobertes per la Federació Internacional d'Escacs.

## Conseqüències matemàtiques
Sense la versió actual de la regla, el joc podria esdevenir infinit, però amb aquesta regla, el joc necessàriament acabarà després d'un nombre finit de passos. Per això el joc és finit, i és aplicable el teorema del minimax. Com abans s'ha dit, de no existir aquesta regla, els joc d'escacs podria ser potencialment infinit, i per tant, no seria aplicable el teorema del minimax en la seva versió simple.